# Carboncle (malaltia)
|  | No s'ha de confondre amb Àntrax (furunculosi). |

El terme carboncle (del grec ἄνθραξ, que significa carbó), àntrax maligne, popularment malaltia dels drapaires, malaltia dels cardadors de llana o malaltia dels escorxadors o malgrà fa referència a una sèrie d'infeccions bacterianes produïdes pel bacteri Bacillus anthracis.
Els símptomes comencen entre el primer dia i dos mesos després que es contregui la infecció. Pot ser de quatre tipus diferents: cutània, pulmonar, gastrointestinal i provinent d'una injecció. Si és cutània, es formen petites butllofes amb inflamació al voltant que freqüentment es converteixen en úlceres indolores amb un centre negre. La de tipus pulmonar provoca febre, mal de pit i dispnea. La de tipus intestinal causa diarrea que pot contenir sang, mal abdominal, nàusea i vòmits. La infecció provinent d'una injecció produeix febre i abscés al lloc injecció. És per tant una forma de piodermatitis.
No s'ha de confondre amb l'àntrax [benigne] o furunculosi (confluència de diversos furóncols), que és una infecció localitzada en el teixit subcutani produïda pel bacteri Staphylococcus aureus.

## Causa

### Bacteri

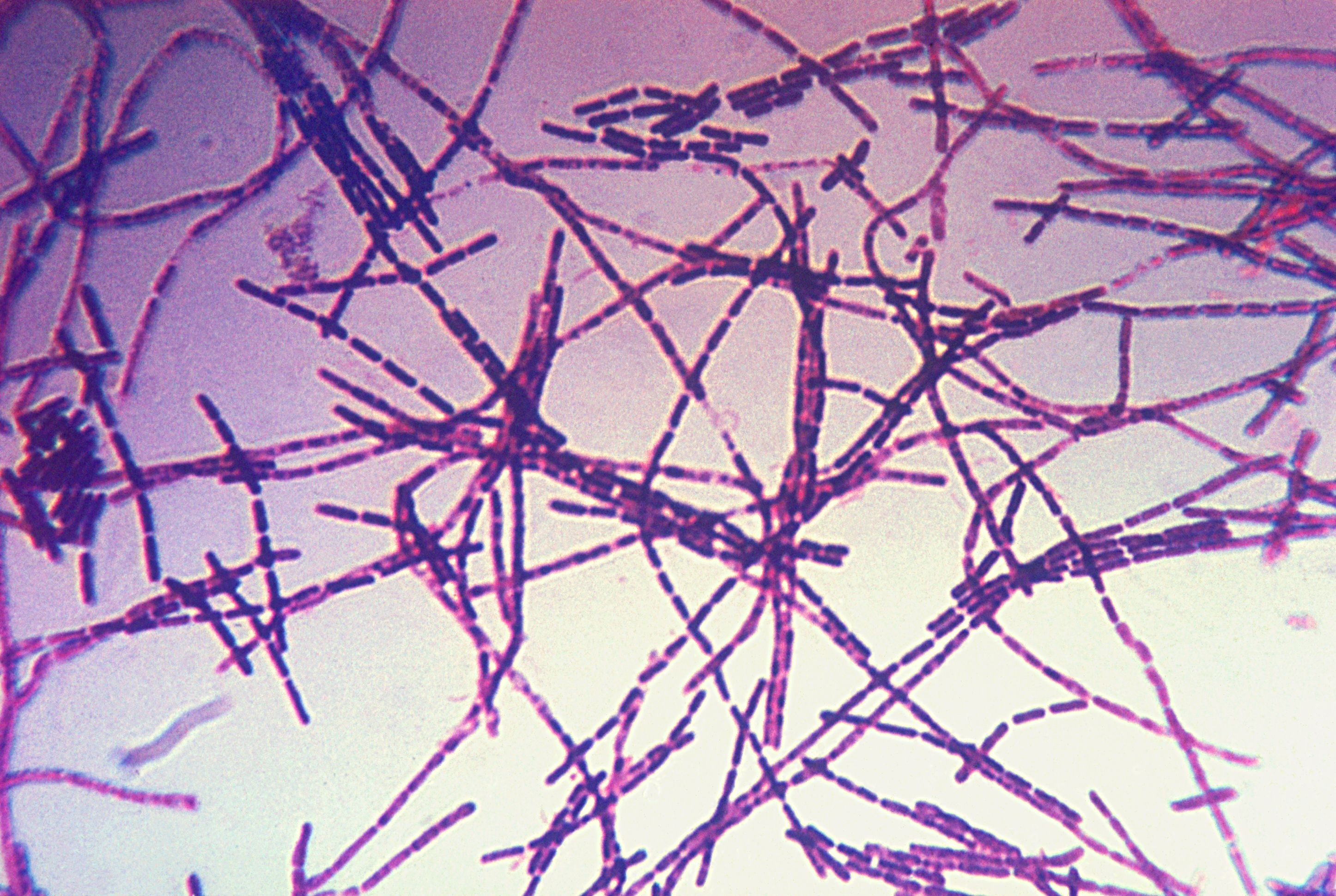
Micrografia del bacteri Bacillus anthracis amb la tinció de Gram, que és la causa del carboncle

Bacillus anthracis és un bacil grampositiu facultatiu anaeròbic de mida d'uns 1 per 9 μm. Pertany al grup Bacillus cereus, subdivisió del gènere Bacillus. L'any 1876, Robert Koch va observar que era la causa de la malaltia quan va aïllar els bacteris d'una mostra de sang d'una vaca infectada i els va injectar a un ratolí. Normalment, el bacteri es troba en forma d'espora al terra i hi pot sobreviure durant dècades en aquest estat. Els herbívors sovint s'infecten mentre pasten, especialment quan mengen vegetació àspera, irritant o punxeguda; s'ha fet la hipòtesi no comprovada que aquesta vegetació és la causa de ferides del tracte gastrointestinal, fet que permet l'entrada d'espores bacterianes als teixits. Un cop s'han ingerit els bacteris o aquests es troben a la ferida oberta, comencen a multiplicar-se dins l'animal o humà i típicament maten l'hoste al cap d'uns dies o setmanes. Les espores germinen al lloc d'entrada al teixit i llavors s'escampen a través de la circulació als vasos limfàtics, on els bacteris es multipliquen.

### Exposició
Les espores de l'àntrax són capaços de sobreviure en condicions dures durant dècades o fins i tot segles. Aquestes espores es poden trobar a tots els continents, inclosa l'Antàrtida. Hi ha casos de sepultures d'animals infectats que provoquen la infecció després de setanta anys.
Històricament, l'àntrax per inhalació es va anomenar malaltia de la llana perquè era un risc laboral per a les persones que classificaven la llana. Molts treballadors que tracten amb llana i pells d'animals estan exposats habitualment a nivells baixos d'espores d'àntrax, però la majoria dels nivells d'exposició no són suficients per desenvolupar infeccions. Una infecció letal és el resultat de la inhalació d'unes 10.000 a 20.000 espores, tot i que aquesta dosi varia entre les espècies hostes.

### Mode d'infecció
L'àntrax pot entrar al cos humà a través dels intestins (ingestió), els pulmons (inhalació) o la pell (cutani) i provoca símptomes clínics diferents segons el lloc d'entrada. En general, un humà infectat es posa en quarantena. Tanmateix, l'àntrax no sol transmetre's d'un humà infectat a un humà no infectat. No obstant això, si la malaltia és fatal per al cos de la persona, la seva massa de bacils d'àntrax es converteix en una font potencial d'infecció per als altres i s'han d'adoptar precaucions especials per evitar una contaminació addicional. L'àntrax per inhalació, si no es tracta fins que apareguin símptomes evidents, sol ser mortal.
L'àntrax es pot contreure en accidents de laboratori o manipulant animals infectats, a través de la llana o les seves pells. També s'ha utilitzat en agents de guerra biològica i per terroristes per infectar intencionadament, com va passar amb els atacs d'àntrax de 2001.

## Diagnosi
El carboncle s'escampa mitjançant el contacte amb l'espora del bacteri, que sovint apareixen en productes animals infectats. El contacte es produeix a partir de la seva respiració, ingesta o a partir d'àrea de pell lesionada. Típicament no es contagia directament entre persones. Alguns exemples de factors de risc inclouen persones que treballen amb animals o productes provinents d'animals, viatgers, treballadors de correus i personal militar. Es pot confirmar la diagnosi si es troben anticossos o la toxina a la sang del pacient o si es fa un cultiu d'una mostra del lloc d'infecció.

## Prevenció i tractament
Es recomana la vacunació contra el carboncle per aquelles persones que tenen un alt risc d'infecció. També es recomana que s'immunitzin els animals en àrees on s'han produït infeccions prèvies. Una forma de prevenir la infecció és a partir de l'ús d'antibiòtics durant dos mesos com ara ciprofloxacina, levofloxacina i doxiciclina. Si algú s'infecta, es tracta amb antibiòtics i possiblement antitoxines. El tipus i la quantitat d'antibiòtics depèn de la mena d'infecció. Es recomanen les antitoxines per aquelles persones amb una infecció escampada.

## Història, pronòstic, societat i cultura
Tot i que és una malaltia rara, quan es produeix aquesta malaltia sol ser a Àfrica i el sud-est i centre d'Àsia. També es produeix més regularment a Europa del Sud que en qualsevol altre lloc del continent i és poc comú a Europa del Nord i Amèrica del Nord. A nivell mundial, com a mínim hi ha uns dos mil casos a l'any amb un o dos casos a l'any als Estats Units. Més del 95% dels casos provenen d'una infecció cutània. Sense tractament, el risc de mort de carboncle cutani és del 24%. Pel que fa a la infecció gastrointestinal, el risc de mort es troba entre el 25 i el 75%, mentre que la respiratòria té una mortalitat d'entre 50 i 80%, fins i tot amb tractament. Fins al segle xx, les infeccions de carboncle van matar centenars de milers de persones i animals cada any. Alguns països han utilitzat el carboncle com a arma. Els animals que mengen plantes, s'infecten quan mengen o respiren espores mentre pasten, o menjant-se altres animals infectats.

## Tipus

### Pulmonar
La infecció respiratòria presenta inicialment els símptomes típics d'un refredat durant diversos dies, seguits d'un col·lapse respiratori greu. La mortalitat és del 92%, però si es tracta aviat, és del 45%. És molt important diferenciar l'àntrax maligne d'un refredat per poder-lo tractar al més aviat possible i millorar les possibilitats de supervivència. La mortalitat quan la malaltia ha arribat a fases avançades és del 97%, independentment del tractament.
La infecció letal sol ser el resultat d'inhalar 10.000-20.000 espores, però hi ha individus que poden morir amb una exposició molt inferior. Hi ha poca documentació sobre el nombre d'espores necessàries per produir una infecció.

### Gastrointestinal
En els humans es causa per la ingesta de carn infectada amb Bacillus anthracis. Els seus símptomes són la diarrea intensa, vòmits de sang, inflamació dels intestins i pèrdua d'apetit. Les infeccions gastrointestinals per aquest bacteri es poden tractar, però solen tenir una mortalitat del 25%-60% depenent com d'aviat es tracti la malaltia. És la forma menys comuna de l'àntrax.

### Cutània
La infecció cutània en els humans causa una lesió a la pell que s'acaba transformant en una úlcera de color negre i d'aquí ve el nom de carboncle. L'úlcera sol començar com una lesió irritant i indolora, però que causa picor al lloc de la infecció, i sol aparèixer uns dies després de la infecció. Això es fa quan el bacteri entra a través de talls i petites ferides a la pell. Aquesta forma d'àntrax maligne és molt comú en persones que manipulen animals infectats. L'àntrax maligne cutani no té una mortalitat gaire alta si es tracta amb antibiòtics. Sense tractament, el 20% dels casos acaben morint.